# Associazione Sportiva Varese 1910 2012-2013
Questa voce raccoglie le informazioni riguardanti l'Associazione Sportiva Varese 1910 nelle competizioni ufficiali della stagione 2012-2013.

## Stagione
La stagione 2012-2013 inizia con la partenza di Maran, con direzione Catania in Serie A, che viene sostituito dal marchigiano Fabrizio Castori, ingaggiato con contratto annuale dopo due stagioni ad Ascoli. Cambia anche lo staff tecnico, con Davor Jozić che segue Castori come secondo, mentre Stefano Bettinelli, rimasto in prima squadra come collaboratore tecnico di Sannino prima e Maran poi, passa alla guida della formazione Primavera seguito da Oscar Verderame, preparatore dei portieri della prima squadra, come secondo, mentre Ermes Berton prende il posto di quest'ultimo nello staff di Castori. Il 14 luglio inizia il ritiro della squadra, con una prima fase a Brentonico, in Trentino, e una seconda a Châtillon, in Valle d'Aosta.
Il 26 luglio, la società viene deferita nell'ambito dell'inchiesta sul "caso calcioscommesse", per un tentativo di illecito compiuto da Emanuele Pesoli nella stagione 2010-2011 in Siena-Varese. Accetta dunque di patteggiare, ricevendo la penalizzazione di un punto e un'ammenda di 30.000 euro.
La stagione ufficiale si apre con la Coppa Italia e la vittoria nel secondo turno con il Ponte San Pietro-Isola, con reti di Ebagua e Lazaar. Nel terzo turno affronta il Bologna, compagine di Serie A, uscendo sconfitta con un 2-1 patito in Emilia e interrompendo quindi il cammino in Coppa.
Durante il campionato, la squadra rimane sempre all'interno della zona play-off, nonostante i risultati altalenanti. A cinque giornate dal termine della stagione, in seguito alla sconfitta con la Pro Vercelli del 16 aprile e all'uscita dalle posizioni utili per gli spareggi per la prima volta da settembre, Castori viene esonerato e sostituito da Andrea Agostinelli. Questo porta la squadra imbattuta allo scontro diretto decisivo con il Brescia, dal quale esce tuttavia sconfitto, perdendo così l'accesso alla fase finale del torneo.

## Divise e sponsor
Le maglie da gioco sono poco diverse rispetto all'anno precedente. La prima divisa è rossa con profili e pantaloncini bianchi e calze rosse; nella seconda divisa i colori sono invertiti, mentre la terza divisa è nera con inserti rossi. Lo sponsor tecnico per la stagione 2012-2013 è Adidas, mentre gli sponsor ufficiali sono Oro in Euro (network di compravendita di oro e preziosi usati) e l'impresa immobiliare Fatigati.
| Casa | Trasferta | Terza divisa |

## Organigramma societario
Area direttiva
- Presidente: Antonio Rosati
- Presidente onorario: Pietro Maroso
- Amministratore delegato: Enzo Montemurro
- Responsabile amministrativo: Fabio Negri

Area organizzativa
- Segretario generale: Giuseppe D'Aniello
- Team manager: Silvio Papini
- Dirigente accompagnatore: Pietro Frontini

Area comunicazione
- Ufficio stampa: Michele Marocco

Area Marketing
- Responsabile commerciale: Massimo Carpino
- Ufficio marketing: Paola Frascaroli

Area tecnica
- Responsabile: Mauro Milanese
- Allenatore: Fabrizio Castori, poi Andrea Agostinelli
- Allenatore in seconda: Davor Jozić
- Preparatore dei portieri: Ermes Berton
- Preparatore atletico: Giorgio Panzarasa
- Responsabile area scouting e osservatori: Alessandro Andreini

Area sanitaria
- Responsabile sanitario: Fabio Francese
- Medico sociale: Giulio Clerici, Carlo Montoli, Andrea Faggetti
- Fisioterapista: Francesco Smargiassi, Bruno Caratozzolo
- Osteopata-Recupero infortuni: Giovanni Prochilo

## Rosa
La rosa e la numerazione sono aggiornate al 7 agosto 2012.
| N. |                     | Ruolo | Calciatore           |
| -- | ------------------- | ----- | -------------------- |
| 1  | Italia (bandiera)   | P     | Walter Bressan       |
| 2  | Italia (bandiera)   | D     | Raffaele Pucino      |
| 3  | Slovenia (bandiera) | D     | Aljaž Struna         |
| 4  | Brasile (bandiera)  | C     | Renan Wagner         |
| 5  | Italia (bandiera)   | C     | Loris Damonte        |
| 6  | Italia (bandiera)   | D     | Gaetano Carrieri     |
| 7  | Nigeria (bandiera)  | C     | Nnamdi Oduamadi      |
| 8  | Italia (bandiera)   | C     | Daniele Corti        |
| 9  | Italia (bandiera)   | A     | Daniele Martinetti   |
| 10 | Brasile (bandiera)  | A     | Neto Pereira         |
| 11 | Italia (bandiera)   | A     | Giuseppe De Luca     |
| 11 | Italia (bandiera)   | A     | Luca Scapuzzi        |
| 12 | Italia (bandiera)   | P     | Damiano Milan        |
| 13 | Italia (bandiera)   | D     | Riccardo Fiamozzi    |
| 14 | Brasile (bandiera)  | C     | Filipe Gomes Ribeiro |
| 15 | Estonia (bandiera)  | C     | Tarmo Kink           |
| 16 | Italia (bandiera)   | D     | Fabrizio Grillo      |
| 17 | Italia (bandiera)   | C     | Pietro Tripoli       |

| N. |                                 | Ruolo | Calciatore         |
| -- | ------------------------------- | ----- | ------------------ |
| 18 | Italia (bandiera)               | A     | Luca Pompilio      |
| 19 | Italia (bandiera)               | D     | Angelo Rea         |
| 20 | Italia (bandiera)               | A     | Matteo Momentè     |
| 21 | Nigeria (bandiera)              | A     | Osarimen Ebagua    |
| 22 | Italia (bandiera)               | P     | Elia Bastianoni    |
| 23 | Bosnia ed Erzegovina (bandiera) | C     | Enis Nadarević     |
| 23 | Italia (bandiera)               | D     | Antonio Marino     |
| 24 | Italia (bandiera)               | C     | Gianpietro Zecchin |
| 25 | Danimarca (bandiera)            | D     | Magnus Troest      |
| 26 | Italia (bandiera)               | D     | Achraf Lazaar      |
| 27 | Italia (bandiera)               | A     | Luca Miracoli      |
| 27 | Argentina (bandiera)            | C     | Juan Antonio       |
| 28 | Italia (bandiera)               | A     | Umberto Eusepi     |
| 29 | Costa d'Avorio (bandiera)       | D     | Moussa Koné        |
| 30 | Italia (bandiera)               | D     | Moris Carrozzieri  |
| 32 | Italia (bandiera)               | D     | Michele Franco     |
| 33 | Brasile (bandiera)              | C     | Ferreira Pinto     |
|    | Italia (bandiera)               | C     | Luca Forte         |

## Calciomercato

### Sessione estiva(dall'1/7 al 31/8)
La sessione estiva del calciomerato si apre, come in ogni stagione, con la definizione delle compartecipazioni. I primi movimenti vedono il rinnovo dell'accordo con il Genoa per Damonte e, sempre con i liguri, il riscatto del cartellino di Troest, seguito da quello di Kurtic dal Palermo. Lo sloveno viene tuttavia controriscattato dai rosanero e ritorna in Sicilia. Seguono le acquisizioni a titolo definitivo dall'Alessandria di Pucino e Miceli, che ritorna a Varese, così come Eusepi dal Geona ed Ebagua dal Torino, da cui viene anche riscattato Carrieri, già in biancorosso ma mai impiegato la stagione precedente, e acquisito, sempre in compartecipazione, il difensore Fiamozzi. Con il Livorno viene rinnovato l'accordo per Alessandro Bernardini, mentre il giovane difensore Benvenga viene riscattato dal Pisa, cui viene girato in prestito Andrea Barberis. Viene invece ceduto a titolo definitivo Concas, con risoluzione della compartecipazione a favore del Carpi. Alle buste vengono definite a favore del Varese le situazioni riguardanti Momenté e Scialpi.
Definite le compartecipazioni, luglio vede i primi veri acquisti biancorossi, con l'arrivo in prestito di Aljaž Struna dal Palermo e del nigeriano Nnamdi Oduamadi dal Torino, e in compartecipazione di Luca Miracoli dal Genoa. I giovani Scialpi, Marchi e Benvenga vengono girati al Como,. Con il rinnovo del prestito di Filipe dal Siena e le cessioni dei giovani Toninelli e Furlan al Bassano inizia una fase di stallo in corrispondenza del ritiro estivo della squadra, che vede solo la partenza del difensore Figliomeni verso la Juve Stabia, sostituito da Angelo Rea, prelevato con un biennale dal Sassuolo. Dagli stessi emiliani ritorna, questa volta a titolo definitivo, il portiere Walter Bressan, e viene quindi lasciato libero il brasiliano Rubinho, in prova fino a quel momento. Dopo un periodo di prova, viene invece ingaggiato il centrocampista estone Tarmo Kink, mentre viene ceduta la metà del cartellino di Pucino al Chievo Verona, con il giovane difensore che resta comunque nelle file del Varese per la stagione 2012-2013. La difesa viene completata con l'ingaggio dello svincolato Moris Carrozzieri, che firma un contratto annuale con opzione per il successivo.
Viene successivamente realizzato uno scambio di prestiti con l'Atalanta, con Giuseppe De Luca ceduto ai bergamaschi, in prestito oneroso con diritto di riscatto della comproprietà, e il centrocampista ivoriano Moussa Koné che segue la via inversa, arrivando in prestito con diritto di riscatto e controriscatto.
Il mercato estivo si chiude con le cessioni in prestito dei giovani Miracoli, Wagner e Pompilio, rispettivamente a FeralpiSalò, Virtus Entella e Pavia.
| Acquisti         | Acquisti             | Acquisti    | Acquisti                   |
| R.               | Nome                 | da          | Modalità                   |
| ---------------- | -------------------- | ----------- | -------------------------- |
| P                | Walter Bressan       | Sassuolo    | definitivo                 |
| D                | Moris Carrozzieri    | svincolato  |                            |
| D                | Angelo Rea           | Sassuolo    | definitivo                 |
| D                | Magnus Troest        | Genoa       | definitivo                 |
| C                | Filipe Gomes Ribeiro | Siena       | rinnovo prestito           |
| C                | Tarmo Kink           | svincolato  |                            |
| C                | Moussa Koné          | Atalanta    | prestito                   |
| C                | Nnamdi Oduamadi      | Milan       | prestito                   |
| C                | Aljaž Struna         | Palermo     | prestito                   |
| A                | Umberto Eusepi       | Genoa       | riscatto compartecipazione |
| A                | Osarimen Ebagua      | Torino      | riscatto compartecipazione |
| A                | Matteo Momenté       | AlbinoLeffe | riscatto compartecipazione |
| Altre operazioni |                      |             |                            |
| R.               | Nome                 | da          | Modalità                   |
| D                | Alex Benvenga        | Pisa        | riscatto compartecipazione |
| D                | Gaetano Carrieri     | Torino      | riscatto compartecipazione |
| D                | Mirko Miceli         | Alessandria | riscatto compartecipazione |
| D                | Raffaele Pucino      | Alessandria | riscatto compartecipazione |
| D                | Jaime Serrano        | Inter       | riscatto compartecipazione |
| C                | Alessandro Scialpi   | Lecce       | riscatto compartecipazione |
| A                | Luca Miracoli        | Genoa       | compartecipazione          |

| Cessioni         | Cessioni            | Cessioni    | Cessioni                      |
| R.               | Nome                | a           | Modalità                      |
| ---------------- | ------------------- | ----------- | ----------------------------- |
| D                | Giuseppe Figliomeni | Juve Stabia | compartecipazione             |
| D                | Raffaele Pucino     | Chievo      | compartecipazione             |
| D                | Christian Terlizzi  | Pescara     | definitivo                    |
| C                | Alessandro Carrozza | Atalanta    | definitivo                    |
| A                | Giuseppe De Luca    | Atalanta    | prestito                      |
| C                | Emanuel Rivas       | -           | svincolato                    |
| Altre operazioni |                     |             |                               |
| R.               | Nome                | da          | Modalità                      |
| D                | Alex Benvenga       | Como        | prestito                      |
| D                | Paolo Marchi        | Como        | prestito                      |
| D                | Dario Toninelli     | Bassano     | prestito                      |
| C                | Andrea Barberis     | Pisa        | prestito                      |
| C                | Fabio Concas        | Carpi       | risoluzione compartecipazione |
| C                | Renan Wagner        | Entella     | prestito                      |
| A                | Daniel Ferreira     | Barletta    | compartecipazione             |
| C                | Federico Furlan     | Bassano     | prestito                      |
| C                | Alessandro Scialpi  | Como        | compartecipazione             |
| A                | Luca Miracoli       | Feralpisalò | prestito                      |
| A                | Luca Pompilio       | Pavia       | prestito                      |

### Sessione invernale(dal 2/1 al 31/1)
| Acquisti         | Acquisti       | Acquisti        | Acquisti      |
| R.               | Nome           | da              | Modalità      |
| ---------------- | -------------- | --------------- | ------------- |
| D                | Michele Franco | Padova          | definitivo    |
| D                | Antonio Marino | svincolato      | -             |
| C                | Ferreira Pinto | Atalanta        | definitivo    |
| C                | Juan Antonio   | Sampdoria       | prestito      |
| A                | Luca Scapuzzi  | Manchester City | prestito      |
| Altre operazioni |                |                 |               |
| R.               | Nome           | da              | Modalità      |
| P                | Reuf Duraković | Lustenau 07     | prestito      |
| A                | Luca Pompilio  | Pavia           | fine prestito |

| Cessioni         | Cessioni        | Cessioni      | Cessioni          |
| R.               | Nome            | a             | Modalità          |
| ---------------- | --------------- | ------------- | ----------------- |
| D                | Fabrizio Grillo | Siena         | compartecipazione |
| C                | Tarmo Kink      | Győri ETO     | prestito          |
| C                | Enis Nadarević  | Genoa         | definitivo        |
| A                | Umberto Eusepi  | Pro Vercelli  | prestito          |
| A                | Matteo Momenté  | Cremonese     | prestito          |
| Altre operazioni |                 |               |                   |
| R.               | Nome            | da            | Modalità          |
| D                | Mirko Miceli    | Valle d'Aosta | prestito          |
| A                | Luca Pompilio   | Juve Stabia   | compartecipazione |

## Risultati

### Serie B

#### Girone di andata
| Arbitro: | Castrignanò (Brindisi) |

|                                |           |  |
| Neto Pereira 49’ Zecchin 90+3’ | Marcatori |  |

| Arbitro: | Pasqua (Tivoli) |

|              |           |                           |
| Di Cecco 52’ | Marcatori | 71’ Neto Pereira 86’ Koné |

| Arbitro: | Mariani (Aprilia) |

|            |           |                              |
| Stanco 71’ | Marcatori | 69’ (rig.) Ebagua 90+4’ Koné |

| Arbitro: | Giancola (Vasto) |

|                     |           |                           |
| Ebagua 54’ Koné 81’ | Marcatori | 87’ Caputo 90+1’ Borghese |

| Arbitro: | Nasca (Bari) |

|                  |           |                        |
| Bruno 23’ (rig.) | Marcatori | 25’ Ebagua 73’ Momentè |

| Arbitro: | Baracani (Firenze) |

|  |           |                     |
|  | Marcatori | 36’, 59’, 74’ Cacia |

| Arbitro: | Di Bello (Brindisi) |

|                          |           |  |
| Comotto 35’ Defrel 90+4’ | Marcatori |  |

| Arbitro: | Candussio (Cervignano del Friuli) |

|                        |           |                     |
| Ebagua 14’ (rig.), 48’ | Marcatori | 12’, 90+6’ Saponara |

| Arbitro: | Palazzino (Ciampino) |

|                                                            |           |  |
| Gazzola 14’ Terranova 74’ (rig.) Chibsah 82’ Catellani 85’ | Marcatori |  |

| Varese 20 ottobre 2012, ore 15:00 CEST 10ª giornata | Varese           | 0 – 0 referto | Spezia | Stadio Franco Ossola (3 724 spett.)\| Arbitro: \| Irrati (Pistoia) \| |
| Arbitro:                                            | Irrati (Pistoia) |               |        |                                                                       |

| Arbitro: | Pinzani (Empoli) |

|             |           |            |
| Mehmeti 24’ | Marcatori | 62’ Troest |

| Arbitro: | Fabbri (Ravenna) |

|            |           |              |
| Ebagua 13’ | Marcatori | 26’ Plasmati |

| Arbitro: | Manganiello (Pinerolo) |

|          |           |                  |
| Comi 47’ | Marcatori | 77’ Neto Pereira |

| Arbitro: | Palazzino (Ciampino) |

|                                      |           |  |
| Neto Pereira 17’, 20’ Martinetti 39’ | Marcatori |  |

| Arbitro: | Merchiori (Ferrara) |

|                                |           |  |
| Belingheri 12’ Siligardi 90+1’ | Marcatori |  |

| Arbitro: | Roca (Foggia) |

|                          |           |  |
| Nadarević 45’ Ebagua 65’ | Marcatori |  |

| Arbitro: | La Penna (Roma) |

|            |           |  |
| Ebagua 54’ | Marcatori |  |

| Arbitro: | Di Paolo (Avezzano) |

|  |           |         |
|  | Marcatori | 57’ Rea |

| Arbitro: | Castrignanò (Roma) |

|                                            |           |  |
| Damonte 19’, 42’ Martinetti 47’ Ebagua 88’ | Marcatori |  |

| Arbitro: | Pinzani (Empoli) |

|                |           |  |
| Gabionetta 89’ | Marcatori |  |

| Arbitro: | Irrati (Pistoia) |

|                                        |           |                        |
| Troest 15’ Martinetti 85’ Oduamadi 87’ | Marcatori | 1’ Corvia 25’ Mitrović |

#### Girone di ritorno
| Arbitro: | Velotto (Grosseto) |

|          |           |         |
| Zaza 25’ | Marcatori | 88’ Rea |

| Arbitro: | Manganiello (Pinerolo) |

|            |           |                                |
| Ebagua 75’ | Marcatori | 44’ Turchi 84’ (rig.) A. Volpe |

| Arbitro: | Candussio (Cervignano del Friuli) |

|                       |           |  |
| Franco 55’ Filipe 77’ | Marcatori |  |

| Arbitro: | Cervellera (Taranto) |

|  |           |            |
|  | Marcatori | 12’ Pucino |

| Arbitro: | Di Paolo (Avezzano) |

|            |           |           |
| Ebagua 75’ | Marcatori | 65’ Bruno |

| Arbitro: | Di Bello (Brindisi) |

|                     |           |  |
| Moras 22’ Rivas 86’ | Marcatori |  |

| Arbitro: | Nasca (Bari) |

|                                  |           |                               |
| Zecchin 5’ Ebagua 17’ Troest 89’ | Marcatori | 15’ Granoche 68’ D'Alessandro |

| Arbitro: | Merchiori (Ferrara) |

|                                   |           |             |
| Maccarone 11’, 25’ Signorelli 89’ | Marcatori | 65’ Zecchin |

| Arbitro: | Baracani (Firenze) |

|                                            |           |                                           |
| Troest 54’ Ebagua 65’ (rig.) Zecchin 90+3’ | Marcatori | 7’ Berardi 44’, 55’ Masucci 87’ Pavoletti |

| La Spezia 16 marzo 2013, ore 15:00 CET 31ª giornata | Spezia             | 0 – 0 referto | Varese | Stadio Alberto Picco (5 253 spett.)\| Arbitro: \| Velotto (Grosseto) \| |
| Arbitro:                                            | Velotto (Grosseto) |               |        |                                                                         |

| Arbitro: | Mariani (Aprilia) |

|  |           |                           |
|  | Marcatori | 36’ F. Lazzari 56’ Rubino |

| Arbitro: | Irrati (Pistoia) |

|             |           |            |
| Malonga 45’ | Marcatori | 90’ Pucino |

| Arbitro: | Cervellera (Taranto) |

|                                      |           |  |
| Neto Pereira 29’ Troest 67’ Koné 88’ | Marcatori |  |

| Arbitro: | Borriello (Mantova) |

|               |           |                   |
| Bonazzoli 74’ | Marcatori | 41’ (rig.) Ebagua |

| Arbitro: | Candussio (Cervignano del Friuli) |

|            |           |                                          |
| Ebagua 48’ | Marcatori | 11’, 31’ Belingheri 90+7’ (rig.) Dionisi |

| Arbitro: | Pasqua (Tivoli) |

|                            |           |         |
| Ranellucci 7’ Borghese 45’ | Marcatori | 43’ Rea |

| Arbitro: | Ciampi (Roma) |

|  |           |                  |
|  | Marcatori | 48’ Neto Pereira |

| Arbitro: | Merchiori (Ferrara) |

|                     |           |  |
| Koné 32’ Ebagua 90’ | Marcatori |  |

| Arbitro: | Abbattista (Molfetta) |

|                              |           |                             |
| Piovaccari 64’ Coulibaly 95’ | Marcatori | 25’ Neto Pereira 45’ Ebagua |

| Arbitro: | Borriello (Mantova) |

|              |           |           |
| Oduamadi 29’ | Marcatori | 86’ Ciano |

| Arbitro: | Tommasi (Bassano del Grappa) |

|                                  |           |  |
| Zambelli 50’ And. Caracciolo 67’ | Marcatori |  |

### Coppa Italia
| Arbitro: | Borriello (Mantova) |

|                       |           |          |
| Ebagua 73’ Lazaar 81’ | Marcatori | 23’ Risi |

| Arbitro: | Tommasi (Bassano del Grappa) |

|                 |           |             |
| Taïder 46’, 71’ | Marcatori | 83’ Momentè |

## Statistiche
Statistiche aggiornate al 18 maggio 2013.

### Statistiche di squadra
| Competizione | Punti | In casa | In casa | In casa | In casa | In casa | In casa | In trasferta | In trasferta | In trasferta | In trasferta | In trasferta | In trasferta | Totale | Totale | Totale | Totale | Totale | Totale | DR  |
| Competizione | Punti | G       | V       | N       | P       | Gf      | Gs      | G            | V            | N            | P            | Gf           | Gs           | G      | V      | N      | P      | Gf     | Gs     | DR  |
| ------------ | ----- | ------- | ------- | ------- | ------- | ------- | ------- | ------------ | ------------ | ------------ | ------------ | ------------ | ------------ | ------ | ------ | ------ | ------ | ------ | ------ | --- |
| Serie B      | 60    | 21      | 10      | 6       | 5       | 37      | 25      | 21           | 6            | 7            | 8            | 18           | 28           | 42     | 17     | 13     | 13     | 65     | 53     | +12 |
| Coppa Italia | -     | 1       | 1       | 0       | 0       | 2       | 1       | 1            | 0            | 0            | 1            | 1            | 2            | 2      | 1      | 0      | 1      | 3      | 3      | 0   |
| Totale       | -     | 22      | 11      | 6       | 5       | 39      | 26      | 22           | 6            | 7            | 9            | 19           | 30           | 44     | 17     | 13     | 14     | 58     | 56     | +2  |

### Andamento in campionato
| Giornata  | 1 | 2 | 3 | 4 | 5 | 6 | 7 | 8 | 9 | 10 | 11 | 12 | 13 | 14 | 15 | 16 | 17 | 18 | 19 | 20 | 21 | 22 | 23 | 24 | 25 | 26 | 27 | 28 | 29 | 30 | 31 | 32 | 33 | 34 | 35 | 36 | 37 | 38 | 39 | 40 | 41 | 42 |
| --------- | - | - | - | - | - | - | - | - | - | -- | -- | -- | -- | -- | -- | -- | -- | -- | -- | -- | -- | -- | -- | -- | -- | -- | -- | -- | -- | -- | -- | -- | -- | -- | -- | -- | -- | -- | -- | -- | -- | -- |
| Luogo     | C | T | T | C | T | C | T | C | T | C  | T  | C  | T  | C  | T  | C  | C  | T  | C  | T  | C  | T  | C  | C  | T  | C  | T  | C  | T  | C  | T  | C  | T  | C  | T  | C  | T  | T  | C  | T  | C  | T  |
| Risultato | V | V | V | N | V | P | P | N | N | P  | N  | N  | N  | V  | P  | V  | V  | V  | V  | P  | V  | N  | P  | V  | V  | N  | P  | V  | P  | P  | N  | P  | N  | V  | N  | P  | P  | V  | V  | N  | N  | P  |
| Posizione | 6 | 3 | 3 | 3 | 3 | 4 | 4 | 6 | 8 | 9  | 9  | 8  | 10 | 8  | 9  | 8  | 6  | 4  | 4  | 4  | 4  | 4  | 4  | 4  | 4  | 4  | 4  | 4  | 5  | 5  | 5  | 5  | 5  | 5  | 5  | 6  | 7  | 6  | 6  | 7  | 6  | 7  |

Fonte:  Serie B – Classifiche, su sport.sky.it, Sky Sport. URL consultato il 6 novembre 2013 (archiviato dall'url originale l'11 settembre 2014).
Legenda:

Luogo: C = Casa; T = Trasferta. Risultato: V = Vittoria; N = Pareggio; P = Sconfitta.

### Statistiche dei giocatori
Sono in corsivo i calciatori che hanno lasciato la società durante la stagione.
| Giocatore      | Serie B  | Serie B | Serie B     | Serie B    | Coppa Italia | Coppa Italia | Coppa Italia | Coppa Italia | Totale   | Totale | Totale      | Totale     |
| Giocatore      | Presenze | Reti    | Ammonizioni | Espulsioni | Presenze     | Reti         | Ammonizioni  | Espulsioni   | Presenze | Reti   | Ammonizioni | Espulsioni |
| -------------- | -------- | ------- | ----------- | ---------- | ------------ | ------------ | ------------ | ------------ | -------- | ------ | ----------- | ---------- |
| E. Bastianoni  | 11       | -8      | 0           | 1          | 1            | -2           | 0            | 0            | 12       | -10    | 0           | 1          |
| W. Bressan     | 32       | -44     | 4           | 0          | 1            | -1           | 0            | 0            | 33       | -45    | 4           | 0          |
| G. Carrieri    | 0        | 0       | 0           | 0          | 1            | 0            | 0            | 0            | 1        | 0      | 0           | 0          |
| M. Carrozzieri | 14       | 0       | 9           | 0          | -            | -            | -            | -            | 14       | 0      | 9           | 0          |
| D. Corti       | 30       | 0       | 7           | 1          | 2            | 0            | 1            | 0            | 32       | 0      | 8           | 1          |
| L. Damonte     | 21       | 2       | 6           | 1          | 1            | 0            | 0            | 0            | 22       | 2      | 6           | 1          |
| G. De Luca     | 1        | 0       | 0           | 0          | 1            | 0            | 0            | 0            | 2        | 0      | 0           | 0          |
| O. Ebagua      | 35       | 17      | 11          | 1          | 2            | 1            | 1            | 0            | 37       | 18     | 12          | 1          |
| U. Eusepi      | 11       | 0       | 2           | 0          | -            | -            | -            | -            | 11       | 0      | 2           | 0          |
| Ferreira Pinto | 18       | 0       | 1           | 0          | -            | -            | -            | -            | 18       | 0      | 1           | 0          |
| R. Fiamozzi    | 14       | 0       | 2           | 0          | 1            | 0            | 0            | 0            | 15       | 0      | 2           | 0          |
| L. Forte       | 2        | 0       | 1           | 0          | -            | -            | -            | -            | 2        | 0      | 1           | 0          |
| M. Franco      | 11       | 1       | 3           | 0          | -            | -            | -            | -            | 11       | 1      | 3           | 0          |
| Filipe         | 30       | 1       | 10          | 0          | 1            | 0            | 0            | 0            | 31       | 1      | 10          | 0          |
| F. Grillo      | 22       | 0       | 4           | 2          | 1            | 0            | 0            | 0            | 23       | 0      | 4           | 2          |
| Juan Antonio   | 9        | 0       | 0           | 0          | -            | -            | -            | -            | 9        | 0      | 0           | 0          |
| T. Kink        | 11       | 0       | 5           | 0          | 2            | 0            | 0            | 0            | 13       | 0      | 5           | 0          |
| M. Koné        | 31       | 5       | 2           | 0          | -            | -            | -            | -            | 31       | 5      | 2           | 0          |
| A. Lazaar      | 20       | 0       | 1           | 0          | 2            | 1            | 0            | 0            | 22       | 1      | 1           | 0          |
| A. Marino      | 2        | 0       | 0           | 0          | -            | -            | -            | -            | 2        | 0      | 0           | 0          |
| D. Martinetti  | 23       | 3       | 4           | 2          | 1            | 0            | 0            | 0            | 24       | 3      | 4           | 2          |
| D. Milan       | -        | -       | -           | -          | -            | -            | -            | -            | -        | -      | -           | -          |
| L. Miracoli    | -        | -       | -           | -          | -            | -            | -            | -            | -        | -      | -           | -          |
| M. Momentè     | 11       | 1       | 3           | 0          | 2            | 1            | 0            | 0            | 13       | 2      | 3           | 0          |
| E. Nadarević   | 18       | 1       | 5           | 0          | 2            | 0            | 0            | 0            | 20       | 1      | 5           | 0          |
| Neto Pereira   | 30       | 8       | 1           | 0          | 1            | 0            | 0            | 0            | 31       | 8      | 1           | 0          |
| N. Oduamadi    | 16       | 2       | 5           | 0          | -            | -            | -            | -            | 16       | 2      | 5           | 0          |
| L. Pompilio    | -        | -       | -           | -          | -            | -            | -            | -            | -        | -      | -           | -          |
| R. Pucino      | 33       | 2       | 6           | 1          | 2            | 0            | 1            | 0            | 35       | 2      | 7           | 1          |
| A. Rea         | 32       | 3       | 10          | 1          | 1            | 0            | 0            | 0            | 33       | 3      | 10          | 1          |
| L. Scapuzzi    | 10       | 0       | 0           | 0          | -            | -            | -            | -            | 10       | 0      | 0           | 0          |
| A. Struna      | 9        | 0       | 2           | 0          | -            | -            | -            | -            | 9        | 0      | 2           | 0          |
| P. Tripoli     | 11       | 0       | 0           | 0          | -            | -            | -            | -            | 11       | 0      | 0           | 0          |
| M. Troest      | 34       | 5       | 6           | 0          | 1            | 0            | 0            | 0            | 35       | 5      | 6           | 0          |
| R. Wagner      | -        | -       | -           | -          | -            | -            | -            | -            | -        | -      | -           | -          |
| G. Zecchin     | 36       | 4       | 8           | 0          | 2            | 0            | 0            | 0            | 38       | 4      | 8           | 0          |

## Giovanili

### Organigramma societario
Area direttiva
- Responsabile: Giorgio Scapini
- Coordinatore tecnico: Roberto Verdelli
- Segretario: Marco Bof

Scuola Calcio
- Responsabile: Marco Caccianiga
- Coordinatore tecnico: Giovanni Cortazzi

Progetto Bimbo
- Responsabile: Marco Caccianiga